# Szachtar-2 Donieck
Szachtar-2 Donieck (ukr. Футбольний клуб «Шахтар-2» Донецьк, Futbolnyj Kłub Szachtar-2 Donećk; ros. ФК «Шахтёр-2» Донецк, Szachtior-2 Donieck) – ukraiński klub piłkarski z siedzibą w Doniecku w regionie Donbasu. Jest drugim zespołem klubu Szachtar Donieck. Status profesjonalny otrzymał w roku 1992.
W latach 1992–1998 występował w rozgrywkach ukraińskiej Drugiej Lihi, a wiosną 1992 oraz w latach 1998–2006 występował w rozgrywkach ukraińskiej Pierwszej Lihi.
Obecnie występuje jako klub dublerów Szachtar Donieck.

## Historia
Chronologia nazw: 
- 1992: Szachtar-2 Donieck (ukr. «Шахтар-2» Донецьк)
- 1992–1994: Metałurh Konstantynówka (ukr. «Металург» Костянтинівка)
- 1994: Harant Donieck (ukr. «Гарант» Донецьк)
- 1995–2006: Szachtar-2 Donieck (ukr. «Шахтар-2» Донецьк)

Klub Szachtar-2 Donieck rozpoczął występy w rozgrywkach Pierwszej Lihi od sezonu 1992. Następny sezon 1992/93 rozpoczął w Drugiej Lidze w Konstantynówce (ok. 55 km od Doniecka). W wiosennej rundzie zmienił nazwę na Metałurh Konstantynówka. W sezonie 1994/95 klub wrócił do Doniecka i w rundzie jesiennej nazywał się Harant Donieck, a w rundzie wiosennej przywrócił nazwę Szachtar-2 Donieck.  Od sezonu 1998/99 klub występował w Pierwszej Lidze.
Po sezonie 2005/06 Szachtar-2 Donieck zrezygnował z występów, kiedy wprowadzono turniej dublerów. Drugi zespół występuje jako klub dublerów Szachtar Donieck.

## Sukcesy
- 4 miejsce w Pierwszej Lidze (1x):

1999/00

## Inne
- Szachtar Donieck